# 真岡城
真岡城（もおかじょう）は、栃木県真岡市台町にあった中世の日本の城。宇都宮氏の家臣であった芳賀氏の居城であった。別称芳賀城ともいう。

## 歴史・沿革
真岡城の起源には諸説あるが、鎌倉時代末期の貞治元年（1362年）に芳賀高貞が築城して御前城から移転し、戦国時代の天正5年（1577年）になって、芳賀高継が北条氏の侵攻に備えて堅固な城郭としたとの説が有力とされる。
1597年（慶長2年）に宇都宮氏が豊臣秀吉によって改易されると同時に廃城となった。江戸時代には遺構の一部が徳川幕府の代官所として利用された。

### 現在の状況
真岡城跡は現在、真岡市立真岡小学校ならびに城山公園となっている。城山公園には土塁や堀の痕跡が見られる。また、郭の周囲を囲んでいた腰曲輪は比較的良好な形状で保たれている。城山公園付近に四の郭が、小学校付近に三の郭、二の郭、本郭が所在していた。三の郭、二の郭、本郭の各郭間は空堀で仕切られていたが、現在、空堀はなく土塁のみが残る。

## 構造
真岡城は連郭式平山城（平城に近い）であった。城の周囲には五行川や行屋川が流れ、またこれら河川から水を引いた水濠があったという。郭は南北に並ぶように4つ設けられ、最南端に大手門があり南から順番に四の郭、三の郭、二の郭、本郭と連なり各郭間には空堀があった。各郭の周囲には腰曲輪があり、本郭と二の郭の間に搦手門があったといわれる。